# Sint-Willibrorduskerk (Helenaveen)

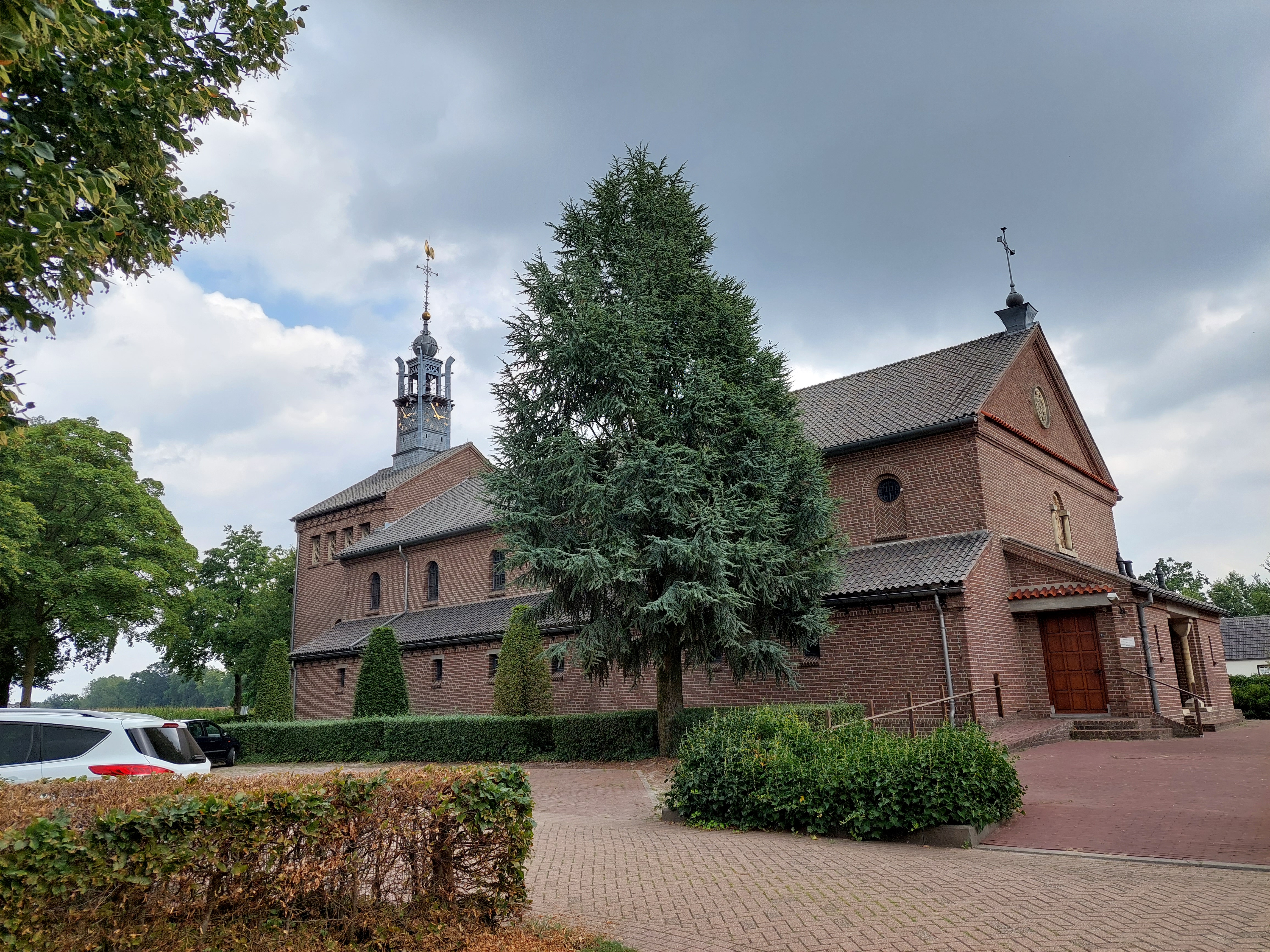
Sint-Willibrorduskerk (Helenaveen)

De Sint-Willibrorduskerk is de parochiekerk van de tot de Noord-Brabantse gemeente Deurne behorende plaats Helenaveen, gelegen aan de Helenastraat 2.

## Geschiedenis
De eerste parochiekerk werd gebouwd in 1876-1882 naar ontwerp van Pierre Cuypers. Het was een driebeukige neogotische hallenkerk met naastgebouwde toren.
Op 8 oktober 1944 vond in Helenaveen, evenals in 49 Limburgse plaatsen, een kerkrazzia plaats waarbij de mannelijke kerkgangers door de nazi's bijeen gedreven werden om in Duitsland in de oorlogsindustrie te gaan werken, onder zware omstandigheden. Zij bleven daar nog toen Helenaveen al was bevrijd, ten koste van zware verwoestingen. Ook de kerk werd toen verwoest. In 2004 werd voor de slachtoffers een monument ingehuldigd.
In 1950 werd op de plaats van de oude kerk een nieuwe kerk gebouwd, nu naar ontwerp van Jos Deltrap.

## Gebouw
Het betreft een bakstenen kerkgebouw in basilicastijl met een iets verhoogde koortravee waarop zich een dakruiter bevindt.